# Изящна приния
Изящна приния (Prinia gracilis) е вид птица от семейство Cisticolidae.

## Разпространение и местообитание
Разпространен е в Афганистан, Бангладеш, Бахрейн, Джибути, Египет, Еритрея, Йемен, Израел, Индия, Йордания, Ирак, Иран, Катар, Кувейт, Ливан, Непал, Обединените арабски емирства, Оман, Пакистан, Палестина, Саудитска Арабия, Сирия, Сомалия, Судан и Турция.